# Zwartpootral
De zwartpootral (Rallina eurizonoides) is een vogel uit de familie van de Rallen, koeten en waterhoentjes (Rallidae).

## Verspreiding en leefgebied
Deze soort komt wijdverspreid voor in Azië en telt 7 ondersoorten:
- Rallina eurizonoides amauroptera: noordwestelijk Pakistan en India.
- Rallina eurizonoides telmatophila: van Myanmar tot zuidoostelijk China en Indochina.
- Rallina eurizonoides sepiaria: Riukiu-eilanden (Japan).
- Rallina eurizonoides alvarezi: Batan-eilanden (Filipijnen).
- Rallina eurizonoides formosana: Taiwan en Lanyu.
- Rallina eurizonoides eurizonoides: de Filipijnen (uitgezonderd Batan), Palau.
- Rallina eurizonoides minahasa: Celebes, Peleng, Sula-eilanden.